# Тактична група «Сапсан»
Тактична група ДУК ПС «Сапсан» — колишній добровольчий бойовий підрозділ в складі добровольчого українського корпусу «Правий сектор».

## Історія
4 березня 2017 р. наказом командира Добровольчого Українського Корпусу другом «Летуном», з метою підвищення боєздатності Добровольчого Українського Корпусу «Правий сектор» у боротьбі із зовнішнім окупантом, було створено новий підрозділ ДУК ПС в зоні бойових дій — тактичну групу, якій було надано назву тактична група ДУК ПС «Сапсан» — скорочено ТГ ДУК ПС «Сапсан». Командиром ТГ ДУК ПС «Сапсан» було назначено друга «Сироту».
Підрозділ брав участь у боях на Світлодарській дузі, боях за Авдіївку та Мар'їнку.
В березні 2022 року у взаємодії з 24 омбр підрозділ розбив колону противника.